# Landestheater Altenburg

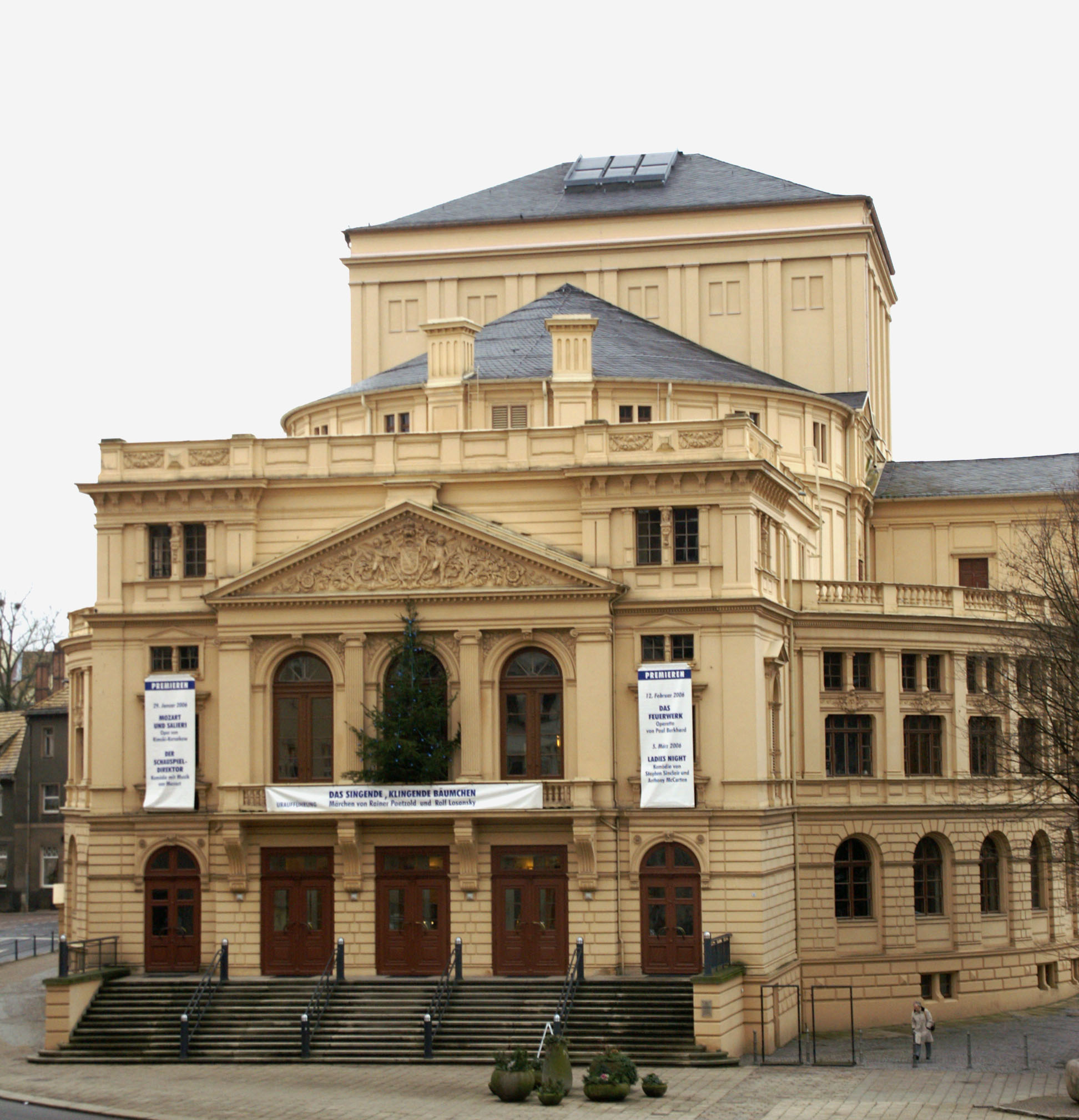
Großes Haus des Landestheaters Altenburg

Das Landestheater Altenburg ist ein Mehrspartentheater in Altenburg und Teil von Theater Altenburg Gera. Als Spielstätten werden das Große Haus mit 500 Plätzen sowie das Heizhaus und das Theater unterm Dach genutzt. Generalintendant und Geschäftsführer ist seit 2011 Kay Kuntze.

## Geschichte

### Die Theaterjahre vor 1871
Nach dem Tod von Friedrich III. (Sachsen-Gotha-Altenburg) kam Altenburg an Herzog Ernst II. (Sachsen-Gotha-Altenburg). Im ehemaligen Schlossgartentheater kamen etwa 1772–1828 Opern und Melodramen der Gothaischen Hofkapellmeister Gottfried Heinrich Stölzel und Georg Anton Benda zur Aufführung, z. B. 1775 Bendas Melodramen Ariadne auf Naxos und Medea. An Schauspielern gastierte hier um 1742 für längere Zeit 'Friederike Caroline Neuber mit ihrer Theatergruppe, 1775 von Gotha aus Conrad Ekhof. Neben Stücken des jungen Lessing wurden auch Stücke von Diderot aufgeführt. Als 1779 das Theater im Schlosspark geschlossen wurde, gab es einen Aufschwung bürgerlicher Initiativen: Die später „Altes Komödienhaus“ genannte Bühne in der Pauritzer Gasse (1783–1842) wurde von Bürgern der Stadt Altenburg aus einer Scheune in ein „städtisches Theater“ mit ca. 700 Plätzen umgebaut einschließlich neuartiger bühnentechnischer Einrichtung. Hier wurden wegen starker Nachfrage hauptsächlich Stücke von Schiller gespielt. Es kamen regelmäßig Schauspielergruppen vorbei, z. B. etwa 1818–1824 die Gesellschaft unter Prinzipalin Sophie Walther und 1820–1826 die von Carl Gerlach. Der Schauspieler Carl Theodor Müller schildert in seinen Memoiren mehrere Engagements in Altenburg.
Zu den bedeutendsten Musik-Aufführungen zählten z. B. 1792 Mozarts Entführung aus dem Serail und 1812 Die Zauberflöte, 1822 Webers Freischütz, 1825 Rossinis Der Barbier von Sevilla und Webers Oberon, 1832 Aubers Fra Diavolo sowie 1843, unter der Leitung des Komponisten, Lortzings Spielopern Zar und Zimmermann und Der Wildschütz (im „Alten Komödienhaus“ war der junge, 1801 geborene Albert Lortzing bereits mit seinen Eltern erstmals in Altenburg aufgetreten), und die Schauspielerin Wilhelmine Schröder-Devrient gastierte 1842 u. a. als Norma in der gleichnamigen Oper von Bellini. Zu den prominentesten Gästen gehörte damals auch Marie Seebach.
Eine wesentliche Entwicklungsphase wurde 1860 durch den Hofkapellmeister Wilhelm Stade eingeleitet, der mit Liszt, Wagner und Berlioz befreundet war. 1849 wurde die „Privat- und Familientheater-Gesellschaft zu Altenburg“ gegründet (1857 aufgelöst) als Nachfolgerin der „Liebhaber-Theater-Gesellschaft“ (1794–1802) und der „Privat-Theater-Gesellschaft“ (1802–1822).
1864 wurde mit Shakespeares Hamlet die letzte Spielzeit in diesem Theater eröffnet.

### Das „Herzogliche Hoftheater“ 1871–1914

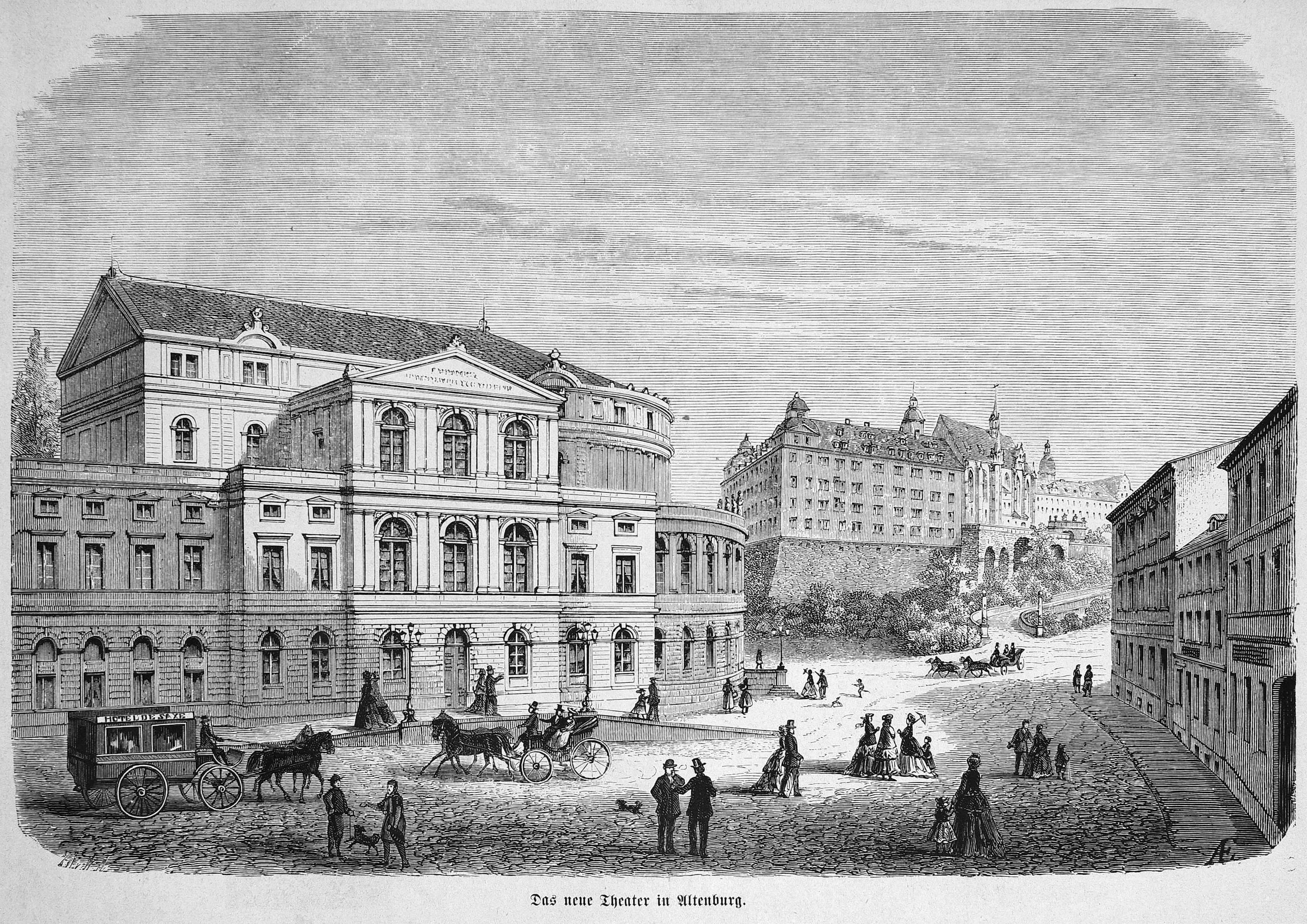
„Das neue Theater in Altenburg“, in Die Gartenlaube 1871

Mitte des 19. Jahrhunderts wurden die Altenburger Spielstätten den Ansprüchen des Publikums nicht mehr gerecht: 1868 sprach sich Herzog Ernst I. für die Erbauung eines Theaters in Altenburg aus. So wurde 1869–1871 das „Neue herzogliche Hoftheater“ von Architekt Otto Brückwald, einem Schüler Sempers, im Stil der Neorenaissance erbaut mit drei Rängen (Empore, Balkon) und Proszeniums- und Mittellogen sowie einem runden Deckenplafond, dessen allegorische Gemälde der Maler Höffemeyer aus München schuf. Einschließlich Dekoration und Maschinerien beliefen sich die Baukosten auf ca. 350.000 Mark.  Am 16. April 1871 fand die Einweihung mit Der Freischütz von Carl Maria von Weber unter der Leitung von Wilhelm Stade statt, welcher bis 1874 die musikalische Leitung innehatte. Die erste Spielzeit begann am 24. September 1871 mit Heinrich Laubes „Die Karlsschüler“. Neben Bellini, Donizetti, Mozart, Lortzing, Schiller, Kotzebue und Scribe standen auch Stücke der Birch-Pfeiffer auf dem Spielplan.
Stade überließ Einstudierungen dem 2. Kapellmeister Georg Riemenschneider, unter dessen Dirigat 1873 die gefeierte Altenburger Erstaufführung des Tannhäuser von Richard Wagner stattfand. 1875 erklangen unter der musikalischen Leitung von Kapellmeister H. Heynke Wagners Lohengrin und 1876 Der fliegende Holländer. Im Jahre 1886 kam es zu den Altenburger Erstaufführungen von Bizets Carmen und Wagners Meistersingern.
Auch die Operette hielt in diesen Jahren verstärkt Einzug mit Offenbachs Werken und klassischen Wiener Operetten wie z. B. Carl Millöckers Bettelstudent und Die Fledermaus von Johann Strauß.
1882 erfolgte der Anbau des Magazins, 1895 wurde das Verwaltungsgebäude angebaut und die Gasbeleuchtung durch eine elektrische Anlage ersetzt. 1904/05 wurde das Theater umgebaut: Neu hinzu kamen eine mondäne Innenausstattung mit beeindruckenden Deckengemälden, goldenen Verzierungen und rot gepolsterten Sitzen im großen Saal. Durch den Anbau des Foyertraktes im Stile des romantisierenden Klassizismus mit neuer Fassade erhielt das Theater neben der veränderten Freitreppe ein Kassenfoyer, ein Hauptfoyer sowie die Einrichtung zusätzlicher Aufgänge für die Ränge. Das Theater wurde gleichzeitig mit einer Gasbeleuchtung ausgestattet.
1893–1903 gastierten Dirigenten wie Alfred Hertz, Richard Sahla, Hans Chemin-Petit und Arthur Nikisch. Aus dieser Zeit stammt auch ein Brief von Engelbert Humperdinck über die Altenburger Erstaufführung seiner Märchenoper Hänsel und Gretel. 1903 wurde Georg Göhler zum Hofkapellmeister berufen und sorgte für weitere Erstaufführungen im Opern-Repertoire: 1903 Offenbachs Hoffmanns Erzählungen, 1910 Puccinis Madama Butterfly, Smetanas Die verkaufte Braut und 1909 Wagners Der Ring des Nibelungen. Im Bereich Schauspiel ist die Aufführung von Goethes Faust hervorzuheben.
Während des Ersten Weltkriegs fanden u. a. Aufführungen von Verdis Othello und Strauss’ Salome statt, unter dem 1917 neu engagierten Kapellmeister Eugen Szenkar wurde 1919 erneut Wagners Der Ring des Nibelungen gespielt. Als Gäste kamen u. a. Tenor Richard Tauber, Wagnerbariton Walter Soomer, Cellist Julius Klengel, Schauspielerin Tilla Durieux, Schauspieler Paul Wegener.

### Das „Landestheater“ Altenburg 1918–1932
Nach Abdankung von Herzog Ernst II. wurde das Fürstentum 1918 zum Freistaat Sachsen-Altenburg und schließlich 1920 dem Land Thüringen zugeordnet. Ab 1922 wurde Georg Göhler erneut an das nunmehr Landestheater genannte Theater berufen, und durch ihn kam es von hier aus durch die Übersetzung und Einrichtung unbekannter Verdi-Opern zu einer Verdi-Renaissance in Deutschland.
Es wurden Ernst Kreneks Jonny spielt auf sowie die Uraufführung der Neufassung der beiden Einakter Der Protagonist und Der Zar läßt sich photographieren von Kurt Weill in Anwesenheit des Komponisten gespielt. In den Spielplänen dieser Zeit erscheinen neben zahlreichen Uraufführungen als bekannteste Werke auch Pfitzners Armer Heinrich, Janáčeks Jenůfa, Puccinis Turandot, Mussorgskys Boris Godunow und Wagners Parsifal.
Zu Gastspielen kamen z. B. Schauspieler und Sänger Ludwig Wüllner und Schauspielerin Asta Nielsen, Operettenkomponist Eduard Künneke dirigierte die Uraufführung seiner Operette Die blonde Liselott und brachte ebenfalls als Uraufführung seine Oper Nadja heraus. Im Schauspiel standen Frau Warrens Gewerbe von George Bernard Shaw, Ingeborg von Curt Goetz, Gerhart Hauptmanns Dorothea Angermann auf dem Spielplan.
Auf Grund der zunehmenden Auswirkungen der Inflation sparte 1925 die Thüringische Landesregierung die finanziellen Staatszuschüsse ein, woraufhin sich in Altenburg die „Vereinigung der Theaterfreunde“ auf Anregung des Musiklehrers und Schriftstellers Karl Gabler gründete. Es gelang, gegen alle Abbaupläne der Regierung Einspruch zu erheben und damit eine Schädigung Altenburgs in diesem wichtigen Kulturzweig zu verhindern.
1927/28 kam es zur Fusion mit dem Reußischen Theater Gera, die aber vor Ablauf des Probejahres wegen Unwirtschaftlichkeit wieder gelöst wurde.
Am 2. Mai 1932 fand unter Schirmherrschaft des Turnklubs Altenburg im Theater ein „Schönheits-Werbeturnen“ statt, bei dem die namhaften Kunstturner Walter Bettermann, Erich Bockenauer, Hans Kessler, Arthur Kleine, Kurt Krötzsch, Alfred Müller, Erich Polmar, Karl Popp, Alfred Schwarzmann, Kurt Wedekind, Erwin Tretner, Hans Echost, Otto Müller und Otto Rothe ihr Können zeigten.

### 1933–1945
Von 1932 bis 1937 wurde das Orchester mit dem neuen Namen „Staatskapelle Altenburg“ unter der Leitung von Heinz Drewes geführt. Auf dem Spielplan der Spielzeit 1936/37 standen für die Mitglieder der Staatskapelle folgende Werke: außer Beethovens Fidelio noch Oberon, Hänsel und Gretel, Undine, Tannhäuser, als Uraufführung Hanns Ludwig Kormanns „Belcanto“, Alberts Tiefland, Mussorgskys Boris Godunow, Strauss’ Elektra, Mozarts Così fan tutte, Donizettis Don Pasquale, Gounods Margarethe, Verdis Maskenball und Puccinis Manon Lescaut, dazu eine geschlossene Ring-Aufführung und Parsifal, Die Alpensinfonie von Strauss.
Darüber hinaus Gastspiele bekannter Künstler wie Schauspieler Heinz Rühmann und Curd Jürgens, Tänzerin Mary Wigman, Sopranistin Maria Cebotari sowie Sänger Peter Anders und Karl Schmitt-Walter. In den Jahren 1943 bis 1945 fungierte das Landestheater Altenburg als Ausbildungsstätte der Richard-Wagner Enkel.

### 1945–1989
Im Kriegswinter 1944/45 musste das Theater wegen der Generalmobilmachung geschlossen bleiben, wurde aber bereits im Sommer 1945 wieder eröffnet: Am 9. August 1945 erste große Opernvorstellung mit Albert Lortzings Waffenschmied, erste Operette am 19. August mit Der Vetter aus Dingsda . Schließlich folgte auch das Schauspielensemble mit den beiden Einaktern Der Kammersänger von Frank Wedekind und Der grüne Kakadu von Arthur Schnitzler.
1946/47 wurde eine Drehbühne eingebaut und das Seckendorffsche Palais als eine Art Funktionsgebäude dem Theater angegliedert. In den Nachkriegsjahren wurde seitens Partei- und Staatsführung Wert darauf gelegt, dass auf dem Theater die großen gesellschaftlichen Auseinandersetzungen aufgearbeitet und ausgetragen wurden. Das Theater sollte sich zum „wahren Volkstheater'“ entwickeln, d. h. zu einem „sozialistischen Theater“, fernab von „Amüsiertheater im üblichen Sinne“
1956 wurde die Maschinerie im Theater ausgewechselt, 1978 eine neue Drehbühne eingebaut und 1988 eine vollautomatische Lichtstellwarte installiert. Im selben Jahr wurde auch das neue Heizhaus samt einer neuen Heizungsanlage in Betrieb genommen.
Nicht zuletzt unter der Intendanz von Peter Posdzech erlebte das Landestheater Altenburg Jahre breitester Anerkennung auch über die damaligen Grenzen hinaus, besonders mit den Opern Wagners und Verdis, deren kontinuierliche Aufführungen zu einer eigenständigen Altenburger Tradition wurden. Das Landestheater Altenburg bekam 1983/84 den Status eines Nachwuchs fördernden Theaters: Junge Sänger, die von den Hochschulen oder aus Studios kamen, wurden hier in entsprechenden Rollen oder Partien gefördert und auf ihren künftigen Beruf vorbereitet; auch das „Seminar für junge Operndirigenten“ wurde ins Leben gerufen.

### 1989 bis heute
1993 begann eine gründliche Gebäudesanierung: Innerhalb von zwei Jahren wurde die Außenfassade restauriert und auch das Theaterinnere den modernen Ansprüchen angepasst; die Grundarchitektur wurde jedoch beibehalten. Am 2. Oktober 1995 wurde das Große Haus erneut mit Webers Der Freischütz eingeweiht. Besonders hervorzuheben sind Musical-Inszenierungen wie La Cage aux Folles, Die Buddy Holly Story,
Kiss Me, Kate, Grease, Yesterday als Hommage an die Beatles. Und mit Aufführungen von Bertolt Brechts Der aufhaltsame Aufstieg des Arturo Ui, Astoria von Jura Soyfer.
Nach den letzten eigenen Produktionen Salome und Le sacre du printemps fusionierte 1995 das Landestheater Altenburg im Zuge einer vom Land Thüringen veranlassten Neustrukturierung mit den Bühnen der Stadt Gera zum „Theater Altenburg-Gera“. Dieses wurde 2006 in „Theater & Philharmonie Thüringen“ umbenannt. Der Altenburger Teil firmiert wieder unter dem früheren Titel „Landestheater Altenburg“. Als sogenanntes Mehrspartentheater fördert es sowohl Musiktheater als auch Schauspiel, Ballett und Konzerte. In dem ihm angeschlossenen Heizhaus werden insbesondere auch experimentelle Produktionen gefördert, und im Theater unterm Dach finden Kindervorstellungen und Puppentheater statt. Insgesamt werden jährlich etwa 300 Vorstellungen angeboten. Seit Sommer 2019 ist das Theater wegen Restaurierungs- und Umbaumaßnahmen geschlossen. Für diese Zeit wurde auf dem Altenburger Festplatz ein Zelt errichtet, welches als Interimsspielstätte dient. Zum Spielzeitbeginn 19/20 beziehungsweise im August 2019, wurde der Theaterbetrieb unter dem neuen Namen „Theater Altenburg Gera“ wiederaufgenommen.

Ansichten vom Theater und der Umgebung
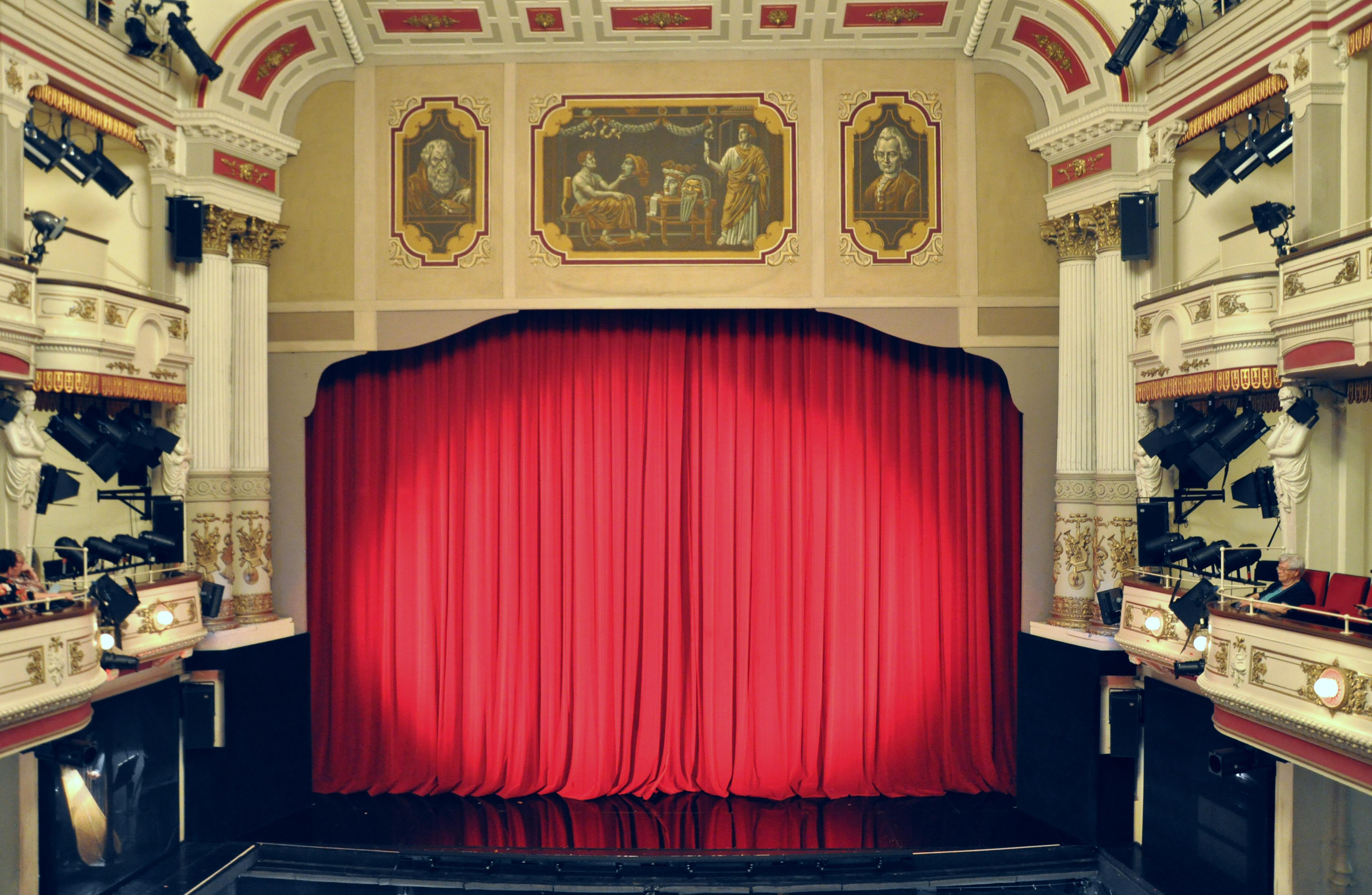
Blick zur Bühne
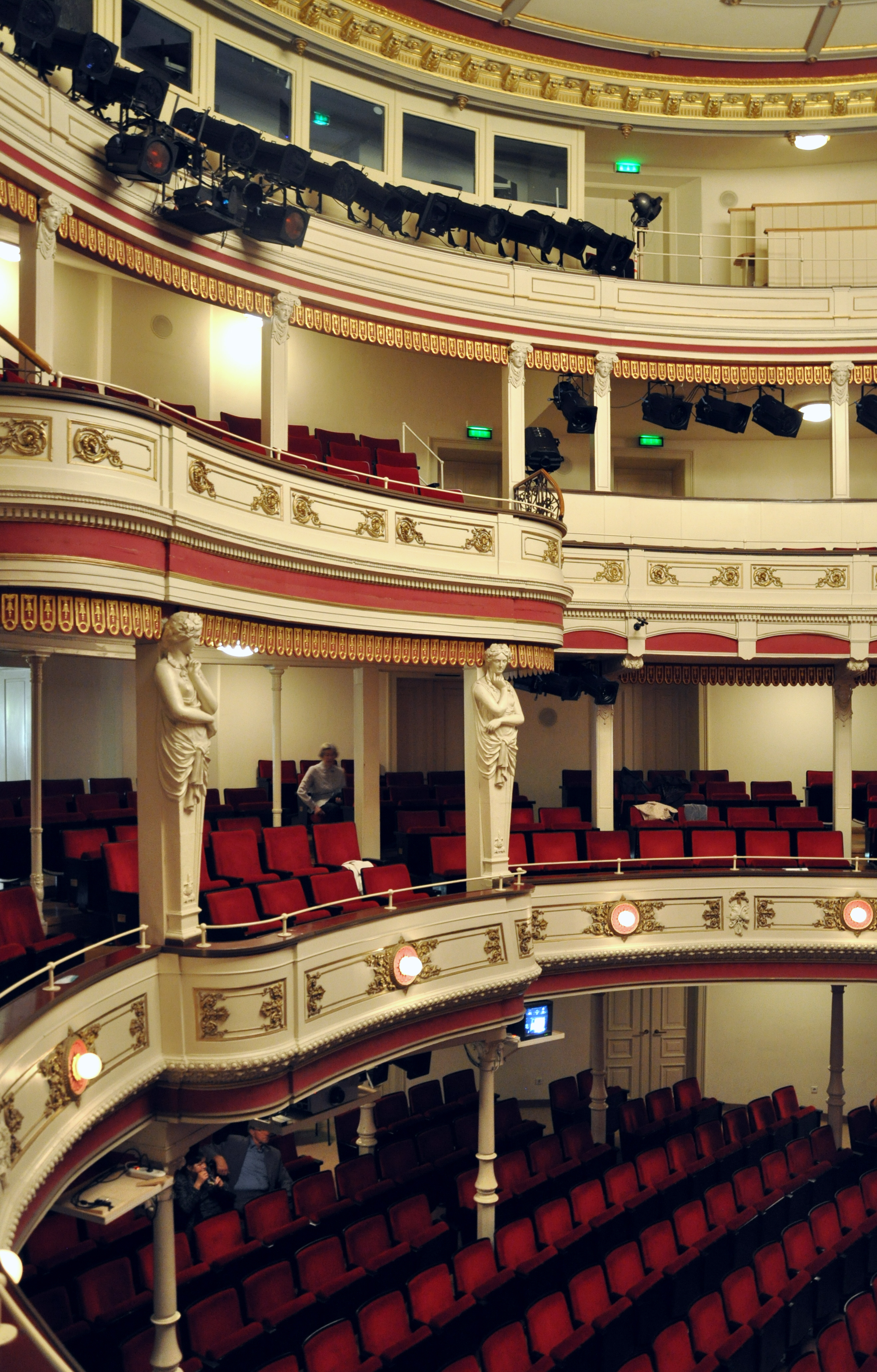
Zuschauerraum
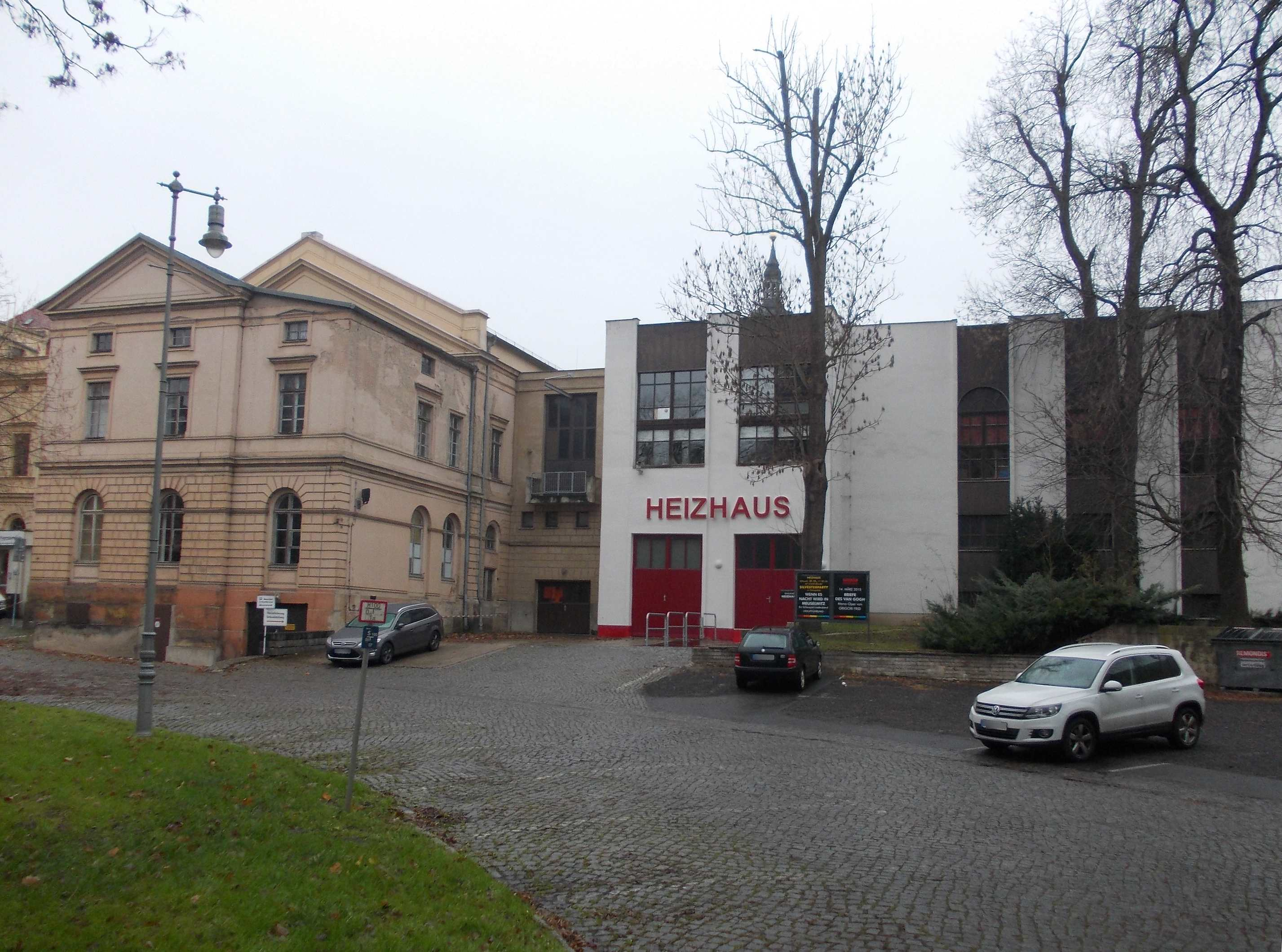
Großes Haus mit dem Heizhaus
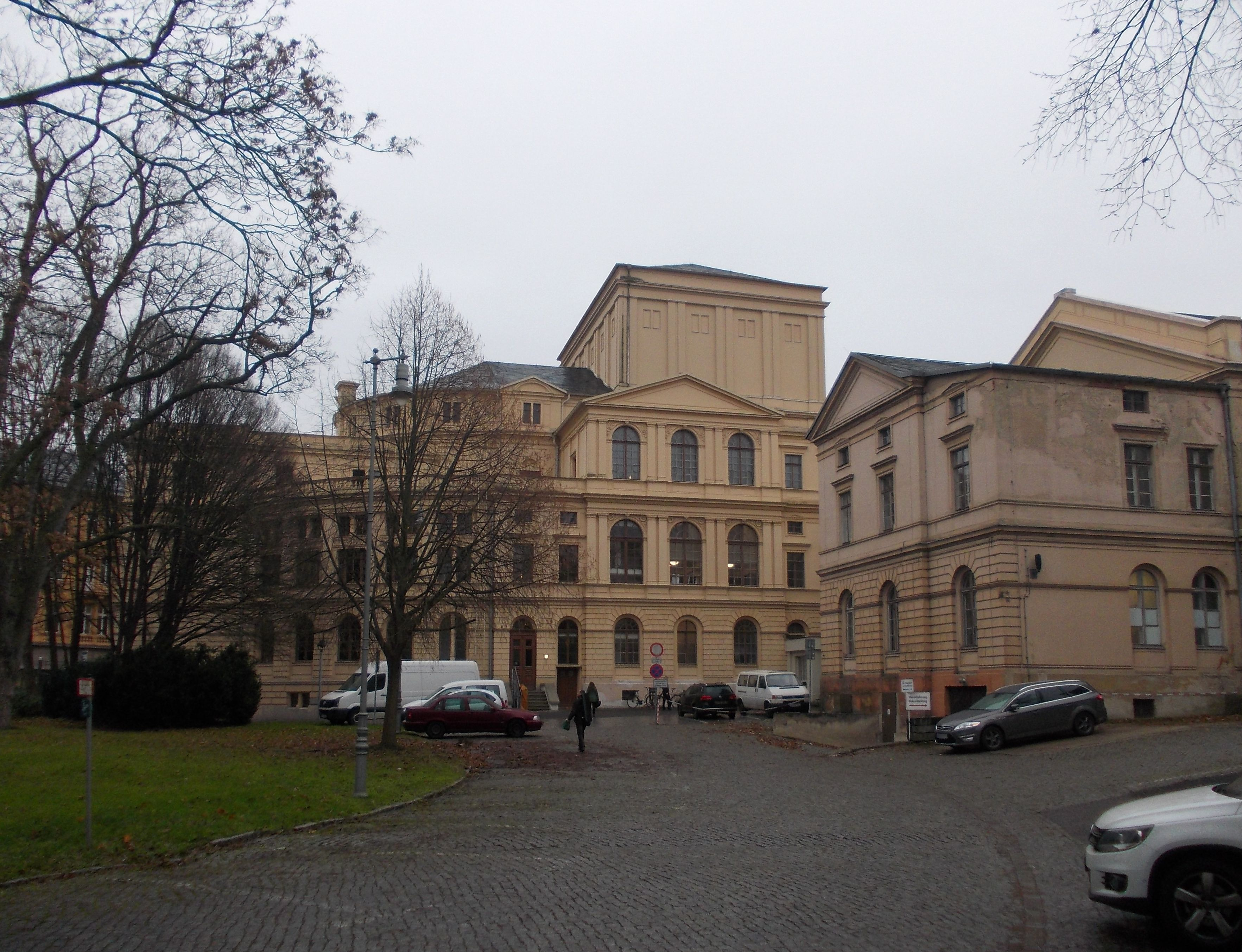
Einbindung des Theaters in die umgebenden Gebäudekomplexe
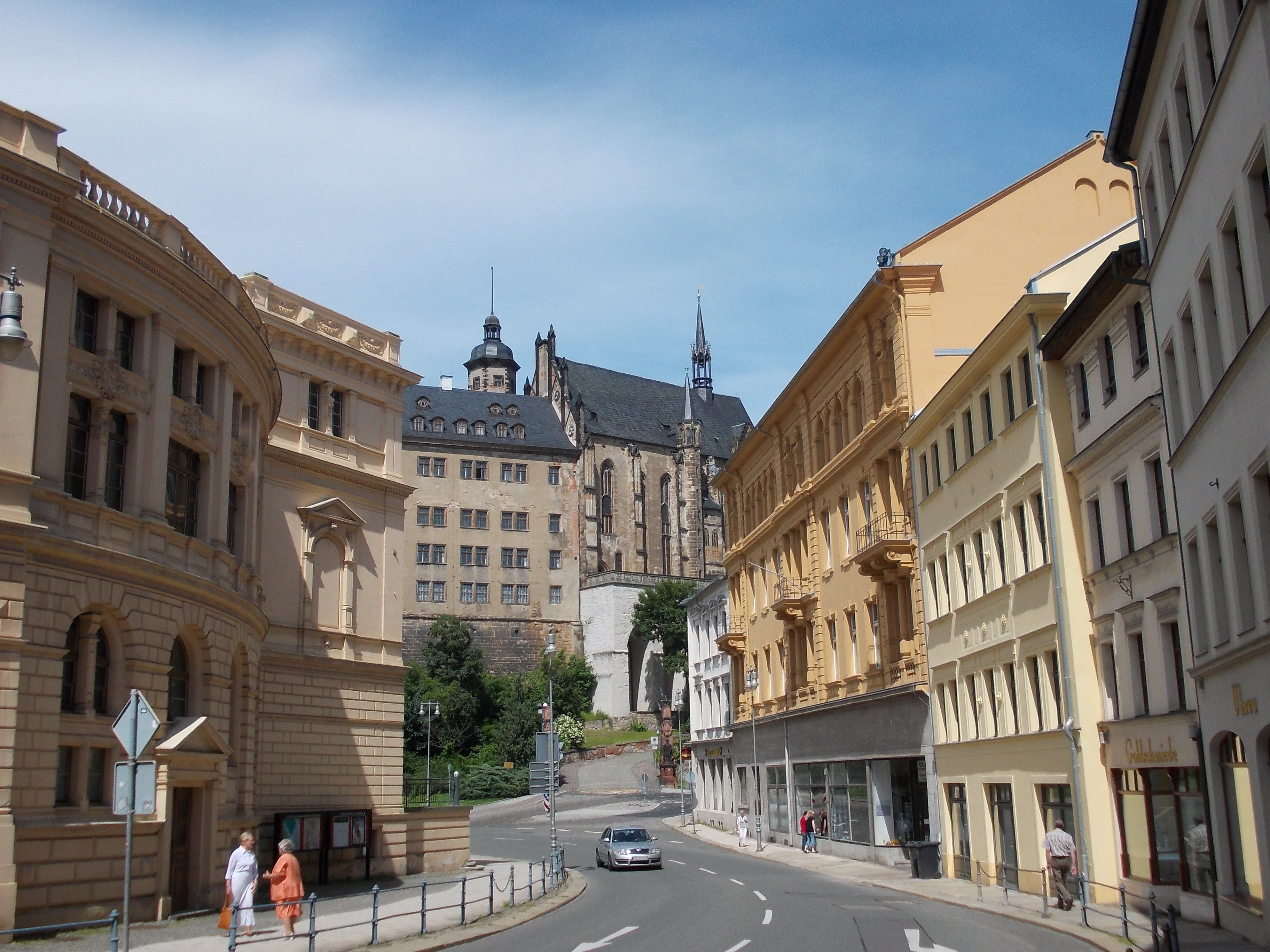
Blick vom Theaterplatz zum Altenburger Schloss